# Cose della vita
Cose della vita est une chanson d'Eros Ramazzotti extraite de l'album Tutte storie sorti en 1993.

## Clip
Le clip montre Eros Ramazzotti jouer de la guitare électrique à l'Introduction, et en changeant de couleur de vêtements. Ensuite, on peut apercevoir une grande roue. Il est réalisé par Spike Lee.

## Version de 1997
Le chanteur reprend cette chanson en duo avec Tina Turner en 1997.

## En concert
La chanson deviendra la plus jouée en concert de l'artiste après la sortie de celle-ci.